# 1959年香港市政局選舉
1959年香港市政局選舉於1957年3月3日舉行，由合資格選民(具有陪審員資格者)投票選出4位民選議員，任期四年，為1959年4月1日至1963年3月31日。本屆選舉一共有九人參選。
本次選舉為1956年香港市政局選舉之換屆選舉，1956年選舉選出的四名任期兩年議員，本次選舉選出的議員，任期與1957年3月選出的議員一樣，由兩年延長為四年，並成為定制。本次選舉香港票站設在中環第二號停車場，即林士街停車場內，投票人數為5,534人，九龍票站則設在油麻地官立小學，投票人數為1,882人。本屆選舉結果由香港革新會扳回一城，挽回上屆劣勢，其中陳樹垣、鍾愛理遜、李有璇均連任成功，而香港公民協會推出的王澤流成功搶佔一席。

## 選舉結果
| 候選人   | 所得票數 |
| -------- | -------- |
| 陳樹垣   | 5,021    |
| 鍾愛理遜 | 3,624    |
| 李有璇   | 3,385    |
| 王澤流   | 3,076    |
| 巴士度   | 2,964    |
| 張永賢   | 2,940    |
| 霍逸樵   | 2,500    |
| 李尚沛   | 1,234    |
| 林榕漢   | 441      |

## 資料來源
- 工商日報第五頁，1959年3月4日
- 工商日報第五頁，1959年3月5日
- 劉潤和(2002)，《香港市議會史：1883-1999》，康樂及文化事務署出版